# Paul Drury
Albert Paul Dalou Drury (* 14. Oktober 1903 in Brockley, London; † 19. Mai 1987 in London) war ein britischer Maler, Radierer und Hochschullehrer.

## Leben
Paul Drury war der Sohn des Bildhauers Alfred Drury. Er besuchte die Bristol Grammar School und die Westminster School, bevor er 1921 sein Kunststudium an der Goldsmiths’ College School of Art in New Cross, London, aufnahm. Ab 1922 entstand eine erste Serie von Radierungen, die stark von Samuel Palmer beeinflusst waren. Drury unterrichtete an verschiedenen Kunstschulen, darunter die Central School of Art und die Heatherley School of Fine Art. Während des Zweiten Weltkriegs arbeitete er im Gipsarbeitsbereich des Queen Mary’s Hospital in Roehampton, da er infolge eines frühkindlichen Unfalls nur ein Auge besaß. 1946 kehrte er an das Goldsmiths College zurück und war von 1966 bis 1969 dessen Direktor. Von 1970 bis 1975 war er Präsident der Royal Society of Painter-Printmakers. Er lebte später in Sussex und starb 1987 in London.

## Werk
Paul Drury schuf insgesamt 92 Radierungen, darunter etwa 50 Porträts und 25 Landschaften. In seinen frühen Werken ist der Einfluss einer pastoralen, romantischen Ästhetik erkennbar, insbesondere durch den Einfluss von Samuel Palmer. Die Themen seiner Werke reichten von ländlichen und architektonischen Studien bis zu psychologisch intensiven Porträts. Zu seinen bekanntesten Werken zählen September, Nicols Farm und After Work. In seinen Kriegszeichnungen dokumentierte er eindringlich Alltagsszenen im Hospital und wurde dabei vom „War Artists Advisory Committee“ unterstützt. Seine Arbeiten sind in zahlreichen bedeutenden Sammlungen vertreten, darunter im British Museum, im Victoria & Albert Museum, in der National Portrait Gallery in London, im Museum of Fine Arts in Boston und in der National Gallery of Canada. Er präsentierte seine Werke regelmäßig bei der Royal Academy und bei Ausstellungen des British Council, national sowie international, darunter auf der Weltausstellung 1939 im British Pavilion in New York.